# Wooden Ships and Iron Men
Wooden Ships & Iron Men é um jogo de tabuleiro de guerra naval, de média complexidade, produzido em 1975 pela Avalon Hill. Os jogadores montam suas linhas de navios e partem para o combate. O tabuleiro representa um pedaço genérico do oceano com uma grade hexagonal. A maioria das unidades (navios) ocupam dois hexágonos e existem regras especiais de movimentação, mudança de direção e tiro. Os jogadores podem começar com cenários envolvendo apenas dois navios até batalhas complexas envolvendo esquadras.